# Años 1070
Los años 1070 o década del 1070 empezó el 1 de enero del 1070 y terminó el 31 de diciembre del 1079.

## Acontecimientos
- Batalla de Manzikert, en la que los turcos selyúcidas derrotaron absolutamente a las tropas bizantinas del  basileus Romano IV Diógenes.
- Gregorio VII sucede a Alejandro II como papa en el año 1073.
- Batalla de Cabra